# Departamento de Transporte de Illinois
El Departamento de Transporte de Illinois (en inglés: Illinois Department of Transportation, IDOT) es la agencia estatal gubernamental encargada en la construcción, inspección y mantenimiento de una vasta red de transporte al igual que las carreteras estatales y federales del estado de Illinois al igual que aeropuertos municipales. Además, el IDOT provee fondos para la red ferroviaria, transporte público y proyectos de aeropuertos y el cobro de impuesto a los combustibles y fondos federales y locales para las jurisdicciones en el estado. El secretario de transporte se reporta al Gobernador de Illinois. La IDOT tiene su sede en un área no incorporada del Scondado de Sangamon, localizada cerca de la capital estatal, Springfield. También, la División de Carreteras de la IDOT tiene oficinas en nueve localidades por todo el estado.

## Misión
La misión de IDOT es proporcionar un transporte seguro y rentable para el estado de Illinois de manera que se mejore la calidad de vida, promover la prosperidad económica y demostrar respeto por el medio ambiente.

## Organización
En febrero de 2009, el Departamento de Transporte de Illinois fue dividido en las siguientes divisiones y oficinas:
Oficinas
- La Oficina de Negocios y Diversidad del Personal (Office of Business and Workforce Diversity)

- La Oficina del Asesor Presidente (Office of Chief Counsel)

- La Oficina de Administración de Finanzas ('Office of Finance and Administration)

- La Oficina de Comunicaciones (Office of Communications)

- La Oficina de Planificación y Programación) (Office of Planning and Programming)

- La Oficina de Cumplimiento de Calidad y Revisión (Office of Quality Compliance and Review)

Divisiones
- La División de Aeronáutica (Division of Aeronautics)

- La División de Carreteras (Division of Highways)

- Oficinas distritales
  - Distrito 1 - Schaumburg (Illinois) (cubre al área metropolitana de Chicago)
  - Distrito 2 - Dixon (Illinois)
  - Distrito 3 - Ottawa (Illinois)
  - Distrito 4 - Peoria (Illinois)
  - Distrito 5 - Paris (Illinois)
  - Distrito 6 - Springfield (Illinois)
  - Distrito 7 - Effingham (Illinois)
  - Distrito 8 - Collinsville (Illinois) (cubre al área metropolitana de San Luis)
  - Distrito 9 - Carbondale (Illinois)

- La División de Salud Pública y Transporte Intermodal (Division of Public and Intermodal Transportation)

- La División de Seguridad Vial (Division of Traffic Safety)